# Crocifisso (Chiesa prepositurale di Sant'Erasmo)
Il Crocifisso è un'opera in legno policromo, databile alla metà del XV secolo e conservato nella chiesa prepositurale di Sant'Erasmo di Castel Goffredo, sul lato destro nella cappella del Crocifisso, affrescata da maestri della scuola lombarda del XVI secolo.
Il crocifisso ha sempre fatto parte del patrimonio di arredi liturgici della chiesa ed è da attribuire a un maestro intagliatore veneto dotato di maestria tecnica e grande capacità di resa sentimentale.
Il crocifisso, ritenuto miracoloso, è venerato dalla popolazione locale e dei paesi vicini sino dal 1514.